# Труп

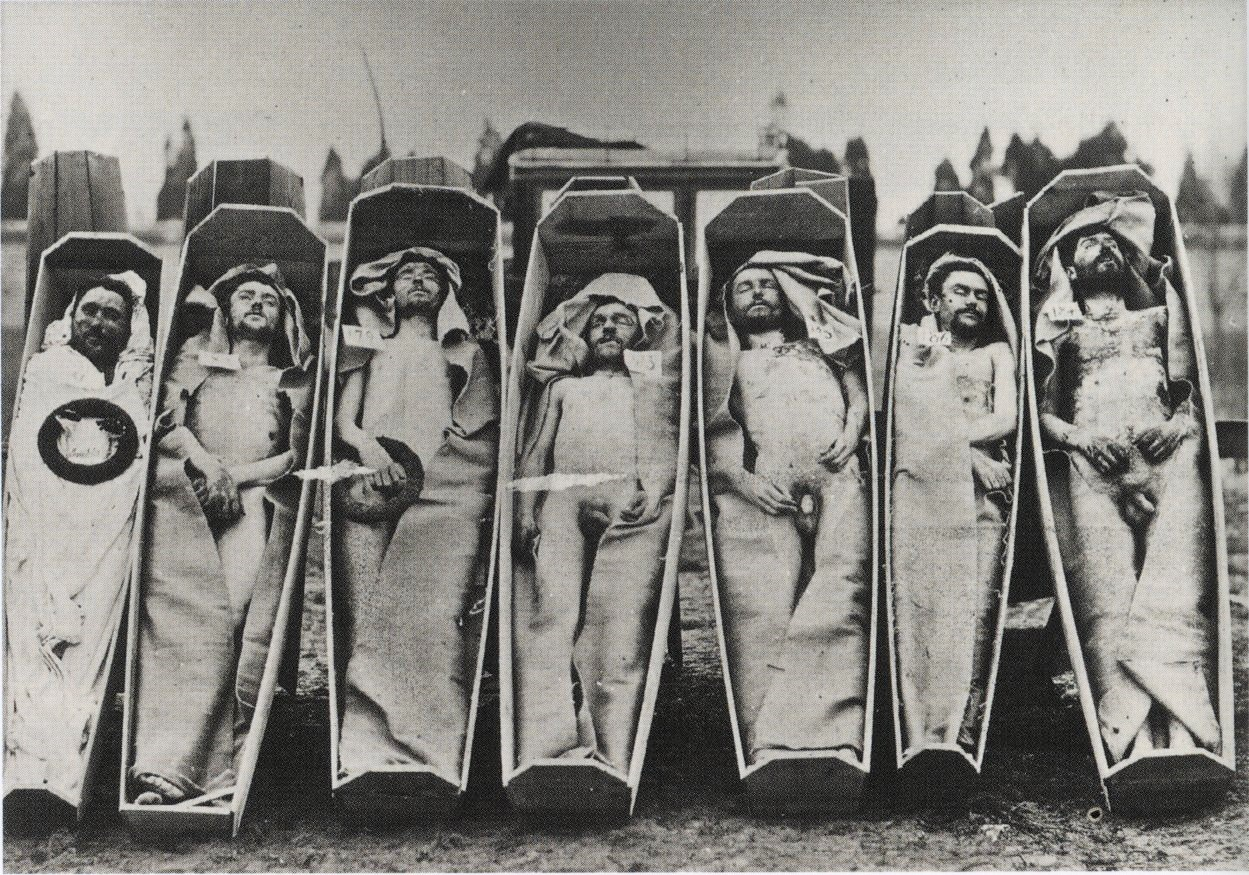
Трупи комунарів Паризької комуни 1871 року.

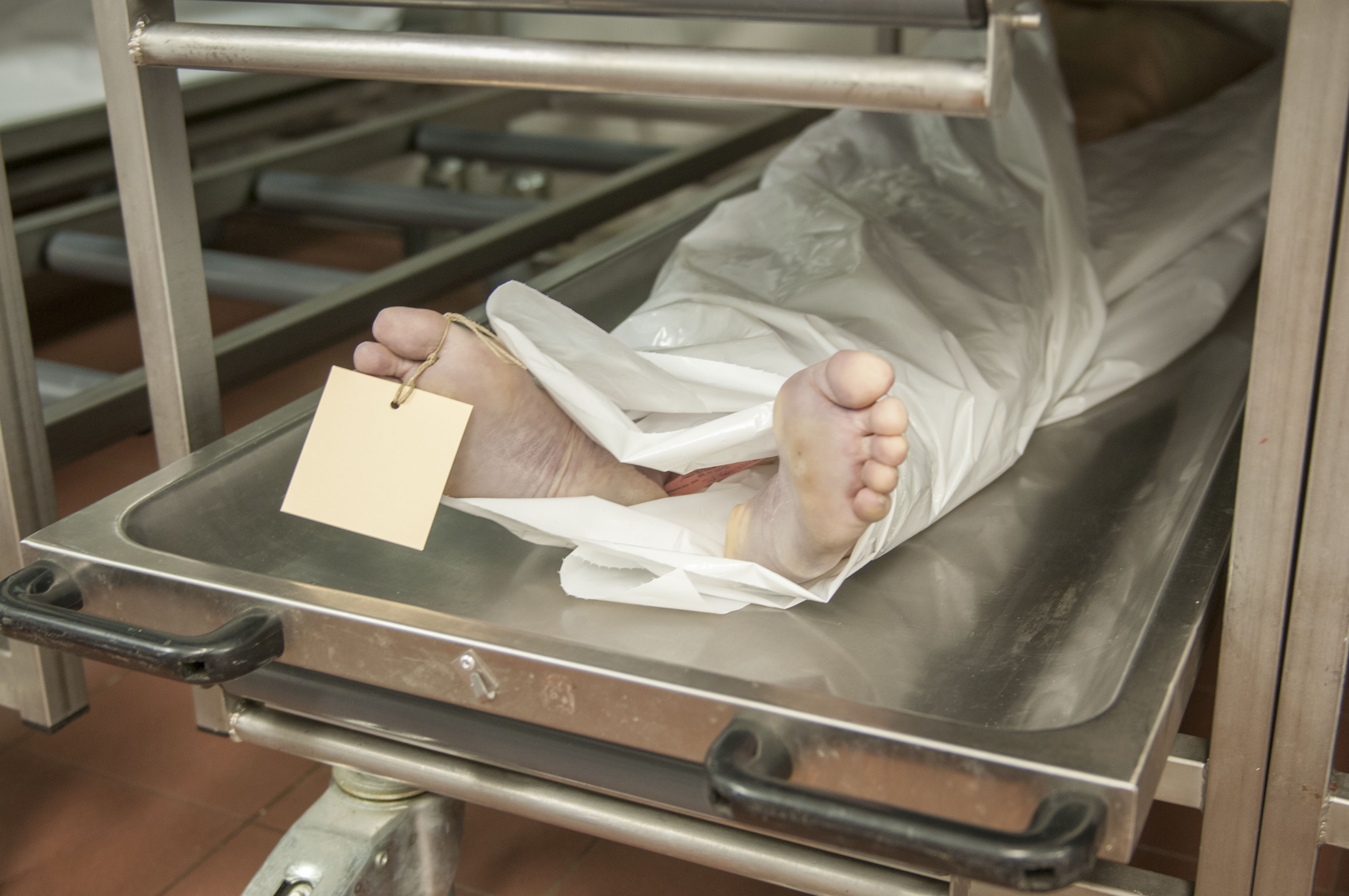

Труп (лат. cadaver) — мертве тіло людини чи тварини.

## Трупні явища
Трупні явища — зміни, яким піддаються органи і тканини трупа після настання біологічної смерті. Трупні явища поділяються на ранні та пізні. До ранніх відносяться охолодження трупа, трупні плями, трупне задубіння, висихання і автоліз; до пізніх — гниття, скелетування, муміфікація, жировіск і торф'яне дублення.

### Ранні трупні явища

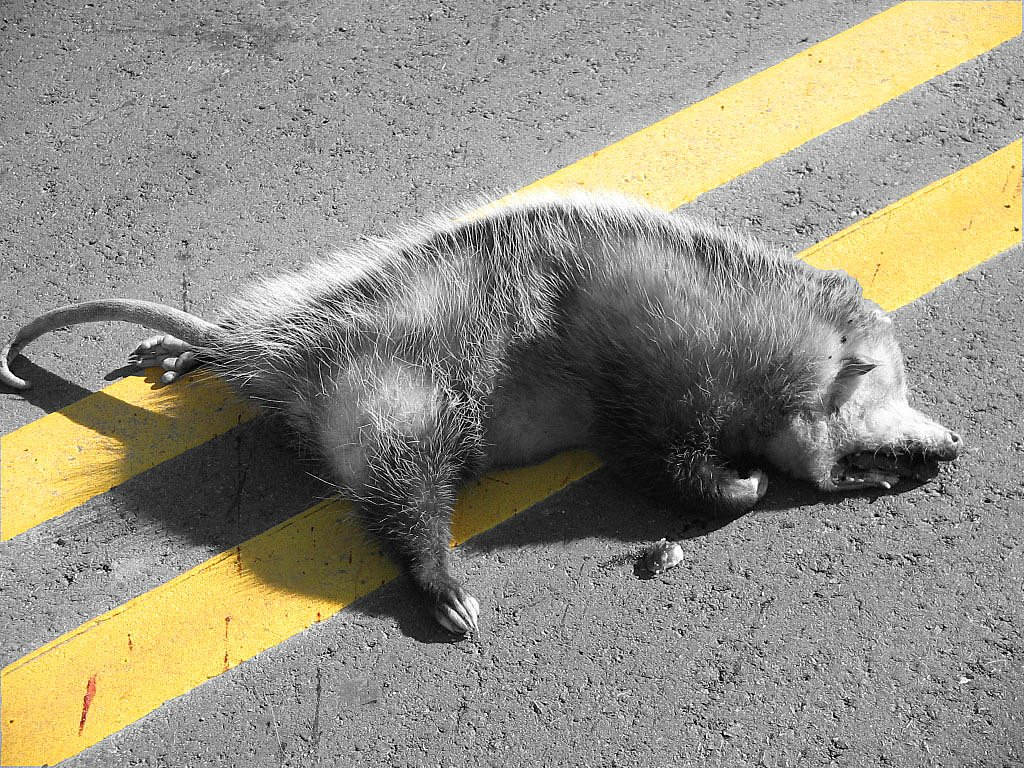
Труп опосума

#### Посмертне охолодження
Процес поступового вирівнювання температури трупа і температури навколишнього середовища. Раніше вважалося, що у середньому температура трупа знижується на 1 градус Цельсія на годину. Проте така лінійна модель охолодження непридатна навіть для простого неживого фізичного тіла. Тому у даний час у судовій медицині використовуються двухекспонентна модель охолодження тіл. Вимірювання температури трупа широко використовується в судовій медицині для встановлення давності настання смерті.

#### Трупне задубіння
Задубіння тіла, яке починається приблизно через 3 години після настання смерті. Є результатом хімічних змін, що відбуваються у м'язовій тканині. Після приблизно 36-72 годин воно поступово проходить.

#### Трупні плями
Трупні плями утворюються у ділянках тіла, що розташовані нижче відносно всього тіла внаслідок посмертного переміщення крові судинами під впливом гравітації. У процесі розвитку трупних плям розрізняють 3 стадії: гіпостаз, стаз та імбібіція.

#### Трупне висихання
Трупне висихання пов'язано з випаровуванням вологи з поверхні шкірних покривів і слизових оболонок, яке не компенсується надходженням рідини з тканин з середини, як це відбувається у живому організмі. Виявляється помутнінням рогівки, жовтувато-бурими ділянками на кон'юнктиві — плямами Лярш, на перехідній облямівці губ (темно-червона щільна смуга), на головці статевого члена, передньої поверхні мошонки (темно-червоні щільні ділянки). Легко і швидко висихають ділянки шкіри трупа з тонким шаром епідермісу (кінчики пальців, носа) або позбавлені епідермісу (садна, осаднені краї ран, странгуляційна борозна).

#### Автоліз
Процеси самоперетравлювання тканин у результаті розпаду клітинних і субклітинних мембран і виходу з клітинних структур (в першу чергу лізосом) різних ферментів. Аутоліз йде спонтанно, без участі мікроорганізмів. Однак на слизових оболонках і шкірі, у результаті сильного прижиттєвого бактеріального обсіменіння, паралельно автолізу швидко починає розвиватися бактеріальне розкладання тканин, яке і складає суть гниття трупа. У першу чергу автолізу піддаються органи і тканини з низькою часткою сполучної тканини і великою кількістю ензимів (головний мозок, селезінка, підшлункова залоза, мозкова речовина наднирників).

### Пізні трупні явища і консервувальні процеси
Зазвичай це гниття. Іноді гниття не відбувається, і трупи консервуються. Консервація трупа відбувається за механізмом муміфікації, жировіска, торф'яного дублення або заморожування і розвивається в залежності від умов середовища.
На кладовищах розкладання трупа людини відбувається зазвичай відносно швидко. Зустрічаються випадки аномально повільного розкладання. Трупи, що містять деякі сильні отрути або трупи зі зниженим вмістом рідини в результаті прижиттєвого висихання (ексікоз) також повільно розкладаються. Руйнації органічних структур трупа механічно сприяють опариші, різні нематоди і цвілеві гриби. Першими розкладаються шлунок, кишечник, селезінка, печінка; значно пізніше — серце, нирки, легені. Труп постійно втрачає рідину, яка просочується через шкіру, виходить з природних отворів, розтікається труною та частково просочується у землю.
Найбільш швидко трупи розкладаються на повітрі при температурі середовища більше нуля, повільніше — у воді, і ще повільніше — під землею.
Згідно з правилом Каспера (нім. Casper Regel), 1 тиждень гниття на повітрі дорівнює 2 тижням гниття у воді й 8 тижням гниття у землі.

## Бальзамування
Консервація мертвого тіла шляхом хірургічної обробки і введення у нього спеціальних хімічних сполук, які сповільнюють процес його розкладання. Бальзамування виконується головним чином для того, щоб тіло можна було перевезти на далеку відстань і похоронна церемонія могла бути проведена без небажаної для цього випадку поспіху. У США бальзамування є звичайним гігієнічним заходом, який виконують похоронні служби. Також бальзамування є (було) важливим в обрядах, пов'язаних з похованням та релігією. Це практикувалося у багатьох культурах, найбільш відомими прикладами є давньо-єгипетські традиції муміфікації, а також традиції створення поховальних курганів народів Європи.

## Мінералізація
Мінералізація — процес розкладання трупа на окремі хімічні елементи і прості хімічні сполуки. Для класичних типів поховань (у дерев'яній труні, у ґрунтовій могилі) період мінералізації становить, у залежності від ґрунтово-кліматичних умов регіону, від 10 до 30 років. Однак скелетування трупа, що знаходиться у землі, настає набагато раніше — приблизно за 2-4 роки. При спалюванні трупа у крематорії (температура кремації +1100 — +1200 °C) період мінералізації становить близько 2 годин. Після закінчення процесу мінералізації від трупа залишається тільки скелет, який розпадається на окремі кістки і в такому вигляді може існувати у ґрунті сотні і тисячі років, поки не скам'яніє.

## Медична цінність

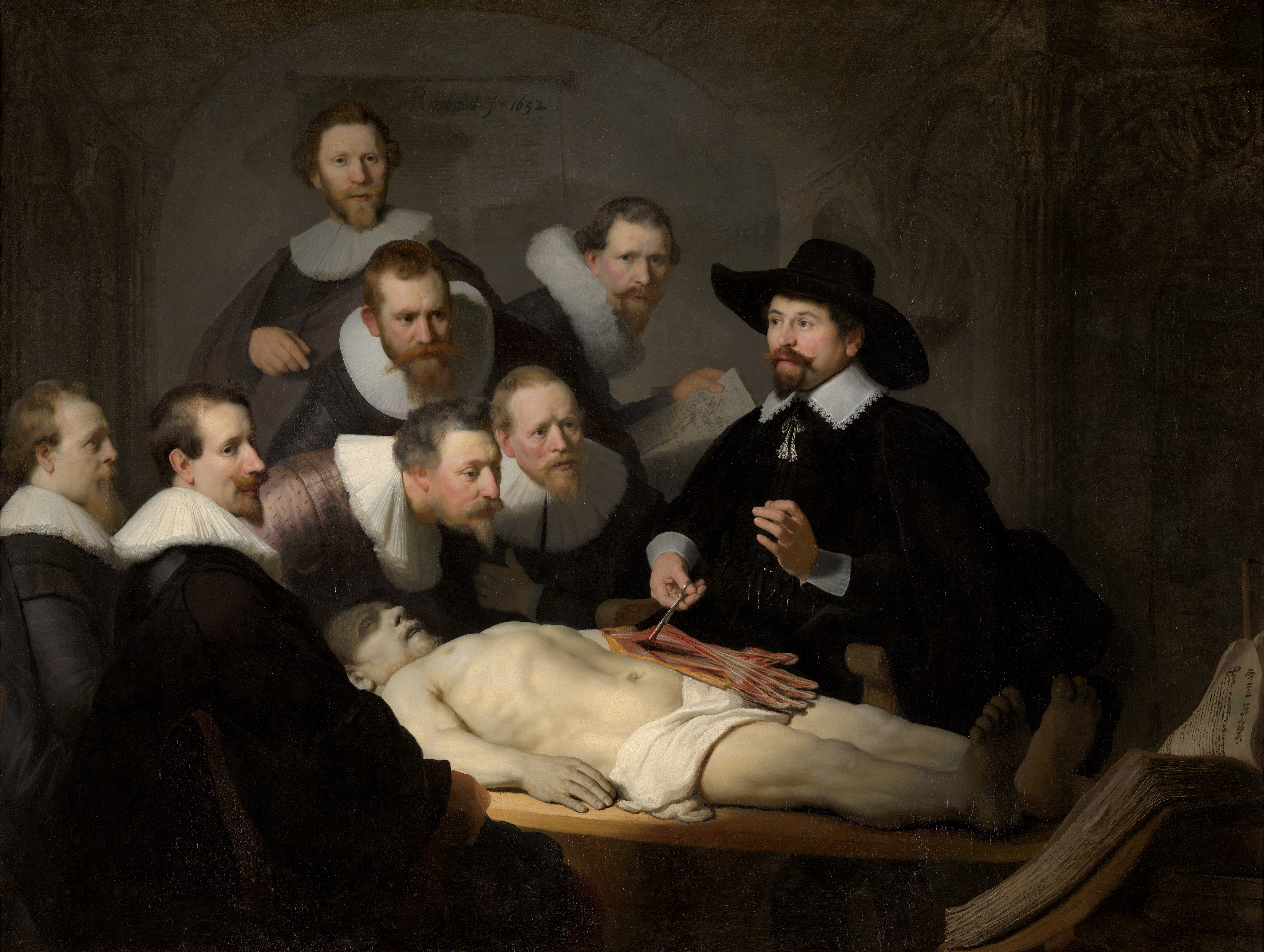
Рембрандт, «Урок анатомії доктора Тульпа», 1632

Медична цінність трупа — висока, вивчення мертвих тіл багато століть допомагає розвитку медицини, біології і суміжних наук. Майже будь-який труп, і особливо людський, представляє певну цінність для вивчення, і якщо є бажання його колишнього господаря або за згодою родичів може бути проданий або переданий безкоштовно для вивчення. Також практикується відправлення на вивчення так званих «незапитаних» тіл: безпритульних, ув'язнених, одиноких осіб, знайдених невпізнаних трупів та ін.
Наприклад, Микола Іванович Пирогов у середині XIX століття розробив метод вивчення взаєморозташування органів для підвищення компетентності хірургів, що отримав назву топографічної анатомії. Суттю методу було вивчення заморожених трупів, пошарово розрізаних у різних анатомічних площинах. Пироговим було видано атлас під назвою «Топографічна анатомія, ілюстрована розрізами, проведеними через заморожене тіло людини у трьох напрямках». Зображення, представлені у його атласі, випереджали появу подібних зображень, отриманих сучасними комп'ютерно-томографічними методами, більш ніж на століття, завдяки вивченню трупів.
Наразі дослідження трупів іноді бувають ускладнені законодавчими актами, релігійними нормами тощо, особливо якщо необхідна попередня ексгумація.

## Ексгумація трупа
Слідчі дії, що полягають у витяганні трупа з місця поховання. Ексгумація проводиться для огляду, у тому числі повторного, похованого трупа або для встановлення особи померлого шляхом пред'явлення трупа для впізнання або його експертного ототожнення, а також для проведення експертизи з метою з'ясування обставин, встановлення яких вимагає знань в області судової медицини, судової біології, криміналістики і т. д.

## Мрець у культурі

### Трупи в масовій культурі
У різних кінофільмах, літературних творах і комп'ютерних іграх зустрічаються зомбі — ожилі людські трупи. І навпаки, «живим трупом» люди можуть назвати цілком живу людину, що має деякі відхилення від норми.